# Tribute (album, Ozzy Osbourne)
Tribute je druhé sólové koncertní album anglického zpěváka Ozzyho Osbourna. Vydáno bylo v březnu roku 1987 společnostmi Epic Records a Columbia Records a jeho producentem byl Max Norman. V hitparádě Billboard 200 se umístilo na šestém místě a v USA se stalo dvakrát platinovým. Album je věnováno Randymu Rhoadsovi, který byl v letech 1979 až 1982 kytaristou Osbourneovy kapely. Zemřel při letecké nehodě právě v roce 1982. Album obsahuje koncertní nahrávky z let 1980 a 1981.

## Seznam skladeb
1. „I Don't Know“ – 5:40
2. „Crazy Train“ – 5:19
3. „Believer“ – 5:08
4. „Mr. Crowley“ – 5:37
5. „Flying High Again“ – 4:17
6. „Revelation (Mother Earth)“ – 5:58
7. „Steal Away (The Night)“ – 8:04
8. „Suicide Solution“ – 7:46
9. „Iron Man“ – 2:50
10. „Children of the Grave“ – 5:57
11. „Paranoid“ – 2:59
12. „Goodbye to Romance“ – 5:33
13. „No Bone Movies“ – 4:02
14. „Dee“ – 4:22

## Obsazení
- Ozzy Osbourne – zpěv
- Randy Rhoads – kytara
- Rudy Sarzo – baskytara
- Tommy Aldridge – bicí
- Lindsay Bridgwater – klávesy
- Bob Daisley – baskytara
- Lee Kerslake – bicí